# Provincia de Bizen
La provincia de Bizen (備前国 Bizen-no-kuni?) fue una provincia japonesa que en la actualidad correspondería a la parte sureste de la prefectura de Okayama. Bizen limitaba con las provincias de Mimasaka, Harima y Bitchū. Formaba parte del circuito del San'yōdō. Su nombre abreviado era Bishū (備州?).
La capital provincial (kokufu) estaba en la ciudad de Okayama y el Kibitsuhiko jinja  fue designado como el principal santuario sintoísta (ichinomiya) para la provincia. Durante el período Muromachi, Bizen fue gobernada por el clan Akamatsu de Mimasaka, pero durante el período Sengoku el clan Urakami se había vuelto dominante y se había establecido en la ciudad de Okayama. Más tarde fueron suplantados por el clan Ukita. Después de que Kobayakawa Hideaki ayudó a Tokugawa Ieyasu a ganar la batalla de Sekigahara sobre Ukita Hideie y otros, se le concedieron los dominios Ukita en Bizen y Mimasaka. Desde un principio, Bizen fue uno de los principales centros de Japón para la forja de katanas.